# Tachytrechus boliviensis
Tachytrechus boliviensis är en tvåvingeart som beskrevs av Octave Parent 1931. Tachytrechus boliviensis ingår i släktet Tachytrechus och familjen styltflugor.
Artens utbredningsområde är Bolivia. Inga underarter finns listade i Catalogue of Life.